# Frank Raymond Leavis
Frank Raymond Leavis (14. července 1895 – 14. dubna 1978) byl britský literární kritik a teoretik. Zpočátku se věnoval zejména analýzám poezie (New Bearings in English Poetry, Revaluation), jeho velkým tématem byli Thomas Stearns Eliot, William Butler Yeats či Ezra Pound, Leavis velmi přispěl k jejich reputaci. Velmi chválil rovněž dílo Ronalda Bottralla, které však u ostatních kritiků ani čtenářů ohlasu nedošlo. Zavrhl básnické dílo Johna Miltona, jeho vliv v anglické kultuře tím však nesnížil. Posléze se obrátil k próze (zejm. v díle The Great Tradition), ocenil Jane Austenovou, George Eliota, Henry Jamese, Josepha Conrada a Davida Herberta Lawrence. Negativně hodnotil naopak beletrii Charlese Dickense, Laurence Sternea a Thomase Hardyho (u Dickense však svůj názor korigoval speciální studií Dickens the Novelist z roku 1970). Jeho poslední díla mají již více filozofický nádech (např. Scrutiny: The Common Pursuit, The Living Principle: ‘English’ as a Discipline of Thought). Jeho vliv na zejména anglosaské myšlení o literatuře byl mimořádný, hlásila se k němu celá generace kulturních a literárních teoretiků, jimž se říkalo leavisisté.